# Hadrurus
Hadrurus Thorell, 1876 è un genere di scorpioni appartenenti alla famiglia Caraboctonidae. Questi scorpioni si trovano nei deserti sabbiosi e altri habitat aridi nel nord-ovest del Messico e nel sud-ovest degli Stati Uniti. Sono tra i più grandi di tutti i generi di scorpione, superati solo dai generi Hadogenes, Pandinus, Heterometrus e Hoffmannihadrurus.

## Tassonomia
Sono, attualmente, riconosciute 7 specie:
- Hadrurus anzaborrego Soleglad, Fet & Lowe, 2011
- Hadrurus arizonensis Ewing, 1928[2]
- Hadrurus concolorous Stahnke, 1969
- Hadrurus hirsutus Wood, 1863
- Hadrurus obscurus Williams, 1970
- Hadrurus pinteri Stahnke, 1969
- Hadrurus spadix Stahnke, 1940

Due specie (H. aztecus e H. gertschi) sono state separate e collocate nel genere Hoffmannihadrurus sulla base della maggiore distanza tra gli occhi laterali e il margine anteriore del carapace, nonché dalla distanza più breve tra gli occhi mediani e gli occhi laterali.